# Église Notre-Dame-de-Lourdes de Nice
Pour les articles homonymes, voir Église Notre-Dame et Église Notre-Dame-de-Lourdes.
L’église Notre-Dame-de-Lourdes de Nice est une église catholique située 91 boulevard René-Cassin, dans le quartier de l'Arénas au sud-ouest de la ville de Nice, dans le département français des Alpes-Maritimes en région Provence-Alpes-Côte d'Azur. 

## Historique

### La construction de 1911
À l’origine, il s’agissait d’une petite chapelle dédiée à Notre-Dame de Lourdes, vocable sous lequel les fidèles catholiques désignent la Vierge Marie en tant qu’elle serait apparue à Bernadette Soubirous en 1858, dans la grotte de Massabielle,  à Lourdes (Hautes-Pyrénées). Sa construction débutée en 1911, n’a jamais été achevée : seule la nef a été réalisée.

### La construction de 2003
Le bâtiment de 1911 est démoli en février 2003 pour faire place à un immeuble de bureaux de 33 mètres de haut dans lequel l’église est réaménagée fin 2004,. L'immeuble est surmonté de trois cloches.
Cette église fait partie de l’ensemble immobilier « Nice 400 » daté de 2005 (sis promenade des Anglais, avenue des Grenouillères et boulevard René-Cassin) caractérisé par la diversité des fonctions qu’il accueille : outre l'église, il abrite des locaux de l’EDHEC (école de commerce) ainsi que des bureaux
La façade de l’église et le clocher sont dus à l’architecte Alexandra Bassisty et au maître d’œuvre Jean-Philippe Cabane.

## L’ancienne chapelle Notre-Dame-de-Lourdes
Cette église ne doit pas être confondue avec la chapelle du quartier de l'Ariane qui porte le même vocable. Celle-ci, située au bord d'un vallon, s'était écroulée et n'a pas été reconstruite compte tenu de l'instabilité du terrain. Il n'en reste qu'un petit plateau qui a été aménagé en stade de tennis ainsi que le nom de l’arrêt « Sanctuaire » de la Société nouvelle des transports de l’agglomération niçoise (ST2N).

## Lieu de culte catholique
Depuis 2000, cette église est l'un des huit lieux de culte de la paroisse catholique des Saintes-Marguerites au sein du diocèse de Nice.